# Rüdt-Collenberg Veiprecht Hugó
Rüdt-Collenberg Veiprecht Hugó  (Strasbourg, 1916. január 22. – Róma, 1994. május 14.) vagy Rüdt Veiprecht (Weiprecht), teljes német neve: Weyprecht Hugo Ludwig Franz Maria von Rüdt von Collenberg, publikációiban szereplő nevének a változatai: Wipertus Hugo Rudt de Collenberg, Wipertus Hugo Rüdt-Collenberg, Weyprecht Hugo Rüdt-Collenberg, Weyprecht Hugo Rüdt von Collenberg, Weyprecht Hugo von Rüdt von Collenberg, Wipertus-Hugo Rudt de Collenberg, Weyprecht-Hugo Rüdt von Collenberg, Wipertus-Hugo Rudt, Weyprecht Hugo Ruedt Collenberg, magyar főnemes, gróf, történész, máltai lovag, Inkey Imre ükunokája.

## Életpályája

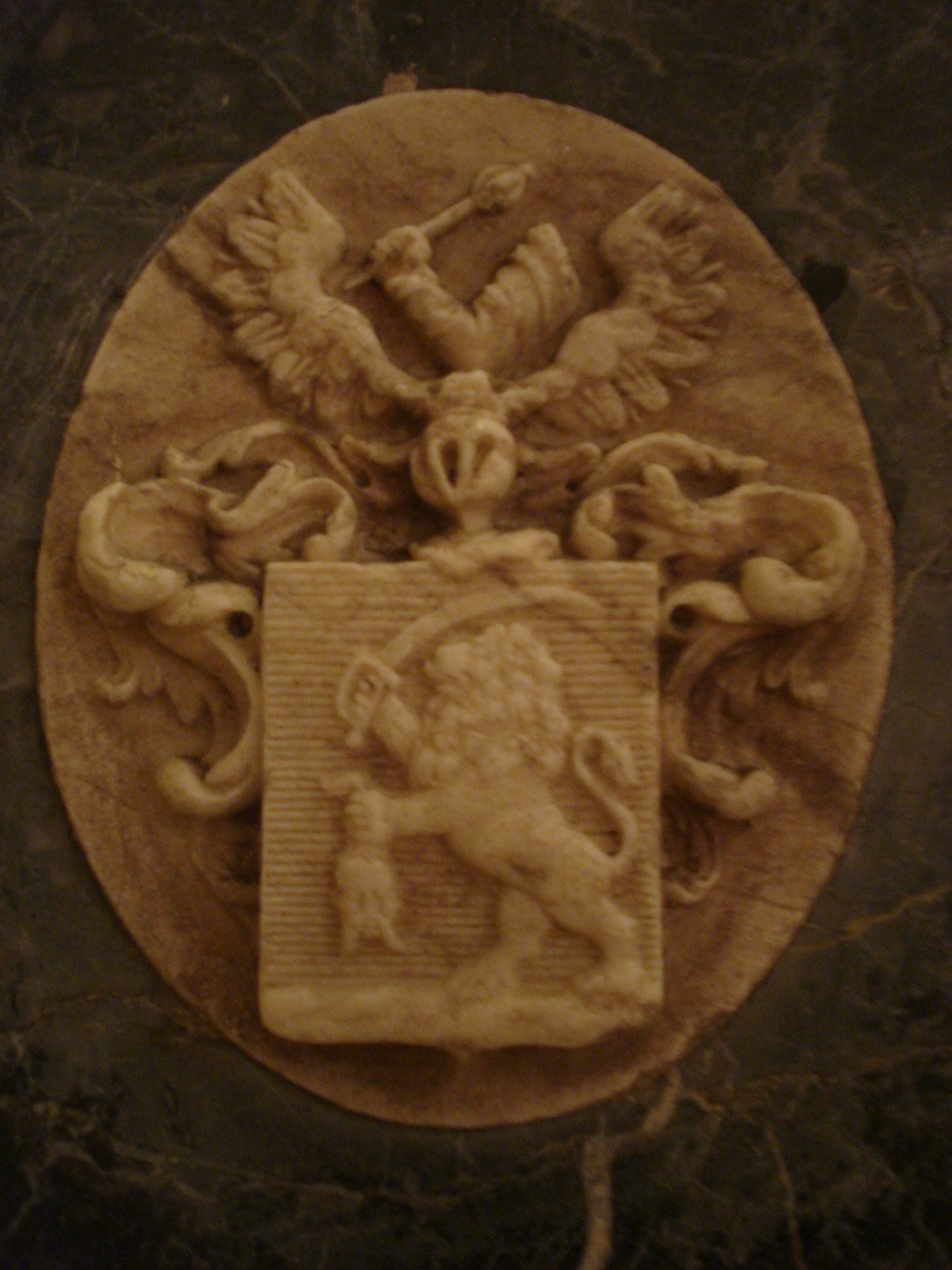
Az Inkey család címere

1916. január 22-én született az akkor Németországhoz tartozó Strassburgban Rüdt von Collenberg Lajos Ferdinánd (1885–1964) és Zorn-Bulach Anna Mária (1886–1921) egyetlen gyermekeként. Ötéves volt, mikor az édesanyja meghalt, az apja újranősült, és feleségül vette Knothe Olgát (1887–1943), de ebből a házasságból nem születtek újabb gyermekek. Lajos Ferdinánd a magyar főnemesség tagja volt, hiszen az édesanyja Inkey Ferdinandina (Nándin) Ludmilla (1859–1932) volt, az Inkey család tagja, Inkey Ferdinánd (1829–1890) lánya és Inkey Imre unokája, aki Weyprecht Maximilian Rüdt von Collenberg (1845–1896) grófhoz, császári és királyi kamaráshoz és alezredeshez ment feleségül Budapesten 1884. május 29-én, így a férjezett neve Rüdt-Collenberg Weiprecht Maximilianné lett. Inkey Nándin unokája, Veyprecht Hugó is gyakran járt Magyarországon az Inkey család leszármazottjaként magyar nagyanyjánál, tökéletesen beszélt magyarul, és csak 1945-ben hagyta el végleg Magyarországot.
Weyprecht Hugó négyszer nősült, első házasságát a Zala vármegyei Muraszemenyén kötötte 1944. október 28-án Blücher-Wahlstatt Sakuntala (1924–1945) úrnővel, akitől 1945-ben megszületett az első lánya, Romedia Domenica, de az édesanya egy héttel a szülést követően elhunyt. Másodszorra 1947. október 14-én feleségül vette Freiburg im Breisgauban Wolff Metternich Mária de Los Mercedes (1924– ) grófnőt, akitől 1948-ban megszületett a kisebbik lánya, Benedetta, de 1949-ben elváltak. Harmadik felesége 1952-től Rosamund Muriell Berkeley-Hill (1920– ) volt, de házasságukat szintén felbontották. Végül 1968-ban Natalie von Schubert (1929– ) lett a házastársa.

Murarátka 1945-ig az Inkey-örökös Veiprecht Hugó gróf birtokában volt.

## Művei
- Ruedt Collenberg, Weyprecht Hugo (német nyelven). OPAC. (Hozzáférés: 2017. március 24.)

### Cikkei
- Rüdt-Collenberg, comte Wipertus Hugo. „Yolande de Vilaragut, reine de Majorque, princesse de Brunswick et sa parenté” (francia nyelven). Annales du Midi : revue archéologique, historique et philologique de la France méridionale 1963 (75), 86–93. o. (Hozzáférés: 2017. február 6.)

### Könyvei
- Rüdt-Collenberg, Wipertus Hugo: The Rupenides, Hethumides and Lusignans: The Structure of the Armeno-Cilician Dynasties, Párizs, Klincksieck, 1963.
- Rudt de Collenberg, Wipertus Hugo: Les Ibelin aux XIIIe et XIVe siècle, (EΠETHΡΙΣ IX, 1977–1979), Nicosia, 1979.
- Rudt de Collenberg, Wipertus Hugo: Les Lusignan de Chypre = EΠETHΡΙΣ 10, Nicosia, 1980.
- Rudt de Collenberg, Wipertus Hugo: Esclavage et rançons des chrétiens en Méditerranée : 1570-1600 : d'après les "Litterae hortatoriae" de l'Archivio segreto Vaticano, Párizs, Le Léopard d'Or, 1987.